# Ampelognathus
Ampelognathus („čelist z vinné révy“) byl rod menšího ornitopodního dinosaura, žijícího na území současného Texasu v období pozdní křídy (věk kampán). Formálně popsán byl v říjnu roku 2023, typovým druhem je Ampelognathus coheni.

## Objev
Fosilní čelist tohoto dinosaura (katalogové označení DMNH 2021-05-02) byla objevena v sedimentech geologického souvrství Lewisville, jen sto metrů od místa nálezu praptáka rodu Flexomornis. Rodové jméno odkazuje k místu objevu, kterým je jezero Grapevine (v překladu vinná réva), druhové je poctou objeviteli fosilie, Murray Cohenovi.

## Systematika
Podle fylogenetické analýzy se jednalo o vývojově primitivního zástupce skupiny Ornithopoda, blízkého kladu Iguanodontia a rodům Thescelosaurus nebo Parksosaurus. Tito dinosauři byli koncem křídového období na území USA a Kanady poměrně hojní a druhově rozmanití.